# Отто Сіндінг
Отто Людвіг Сіндінг (норв. Otto Ludvig Sinding; 16 грудня 1842, Конгсберг — 23 листопада 1909, Мюнхен) — норвезький художник. Брат композитора Крістіана Сіндінга і скульптора Стефана Сіндінга.

## Біографія
Навчався в художній школі в Христианії і з 1867 року в Німеччині, спершу в Карлсруе під керівництвом Ганса Ґуде, а потім у Мюнхені у Карла Пілоті. 

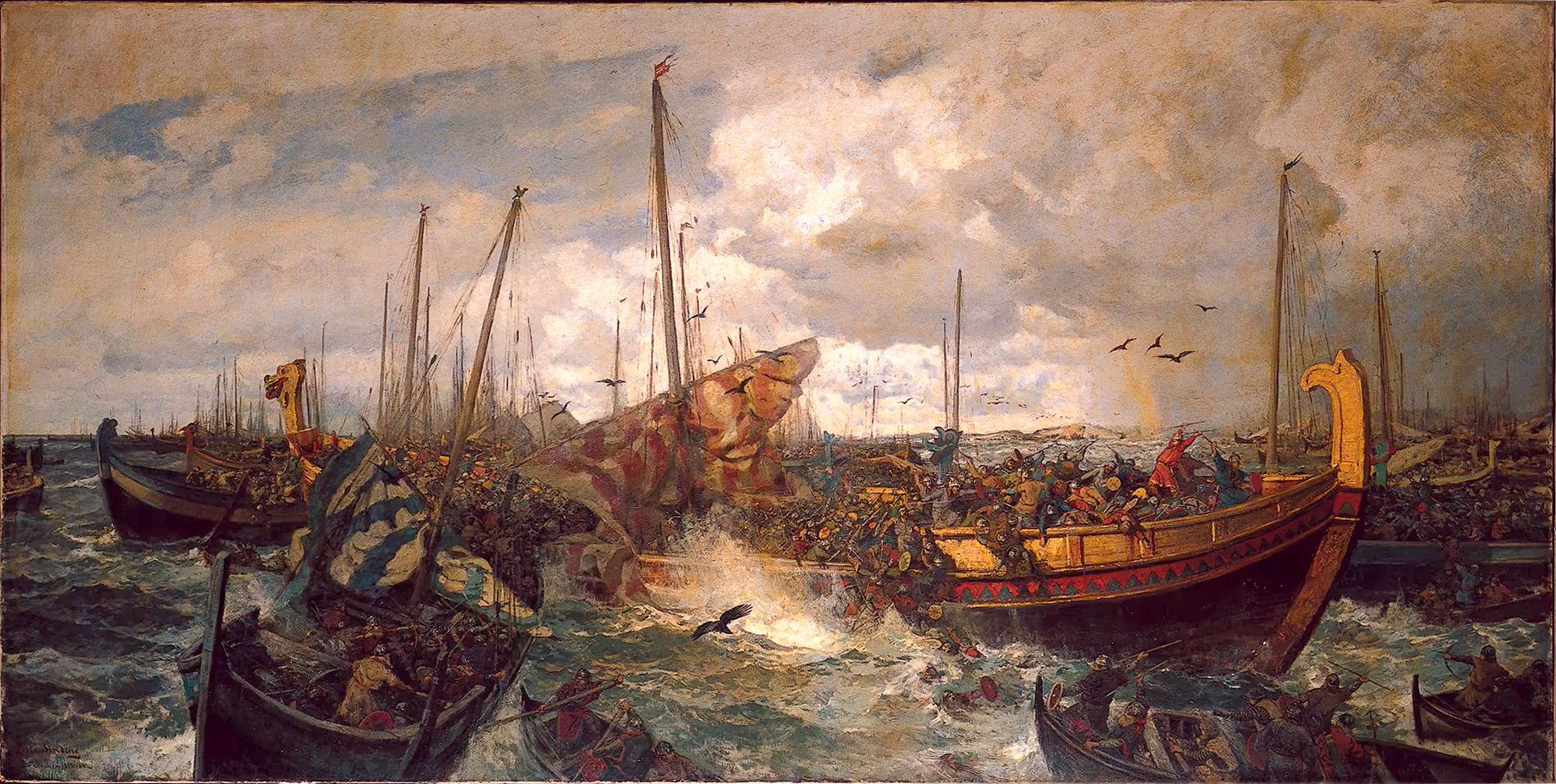
«Битва під Сволдером», Отто Сіндінг

У 1876 році у повернувся до Норвегії, працював над вівтарним розписом Собору Святого Павла в Христианії. Протягом 1880—90-х років неодноразово їздив на Лофотенські острови, написавши в результаті велику кількість пейзажних і жанрових робіт; виставка 1888 року в Берлінській Академії мистецтв зробила ці роботи популярними в Європі.
Ближче до кінця життя займався історичним живописом, написав, зокрема, панораму лейпцизької Битви народів. З 1903 року — професор Мюнхенської Академії мистецтв.